# Sid Walker
Sid Walker es un personaje ficticio de la serie de televisión Australiana Home and Away interpretado por el actor Australiano Robert Mamonee. Su primera aparición fue el 30 de julio del 2009. Estuvo en la serie durante cinco semanas, luego de este tiempo, no regresó hasta el 22 de junio del año 2010. Su última aparición fue el 18 de julio del 2013.

## Antecedentes
Sid es el padre de Índigo Walker, Dexter Walker y Sasha Bezmel. Es un doctor que nunca ha tenido problemas con sus pacientes o compañeros de trabajo. Sin embargo, eso cambia cuando llega por primera vez a Summer Bay. Antes de llegar a Summer Bay, Sid había prometido a su esposa e hijas, en un intento por empezar de nuevo, que sus infidelidades terminarían.

## Biografía
En el año 2009, Sid llegó por primera vez a Summer Bay junto a su familia para asumir el trabajo de Rachel Armstrong en el hospital, mientras ella está de baja por la maternidad de su primer hijo.
Antes de llegar a Summer Bay, Sid había prometido a su esposa, Jody, e hijas adolescentes, en un intento por empezar de nuevo, que sus infidelidades terminarían. Sin embargo, rompe su promesa iniciando un romance. Jody se entera del engaño y decide irse de la bahía, dejándolo solo para criar a sus tres hijas.
Poco después, la amiga de Índigo, Nicole Franklin, se obsesiona con Sid. A pesar de que al inicio Sid la rechaza, pronto comienzan una aventura que termina cuando Índigo los descubre. Esto la impulsa a fumar marihuana, lo que causa que se caiga en una mesa de cristal y termine en el hospital. Después de la recuperación de su hija, Sid decide irse de Summer Bay, y sus hijas se van a vivir con su madre.
Seis meses después le ofrecen de nuevo un trabajo en el hospital, y aunque no está seguro de tomarlo, termina aceptando cuando se da cuenta de que sería una gran oportunidad para su carrera. Antes de mudarse recibe la visita de sus hijas, quienes después de decidir no seguir viajando con su madre y su nuevo novio, se mudan con él y la familia regresa a Summer Bay, no sin antes que Sid les prometa que a partir de ahora pondrá a su familia primero. 
Aunque al inicio varias enfermeras se niegan a trabajar con él, después de lo que pasó con la enfermera Therese, se gana su respeto cuando ayuda a un paciente moribundo a sentirse mejor.
Poco después Sid pasa la noche con la enfermera Verónica. Cuando Marilyn Chambers va al hospital para que la atiendan de una cortada, Sid queda impresionado con ella y salen, sin embargo, durante la cita Verónica se aparece para intentar arruinarla. Al día siguiente, Alf Stewart descubre a Sid saliendo del cuarto de Marilyn, por lo que queda sorprendido. Más tarde, después de varios altibajos en su relación, Marilyn y Sid se dan cuenta de que ya no sienten lo mismo entre ellos y deciden romper, poco después Sid le hace caso a sus sentimientos y comienza a salir con Ruth Stewart.
Tiempo después Sid se entera de que Regina, una de sus antiguas amantes, murió en un accidente automovilístico, y que tiene una hija de quince años, llamada Sasha Bezmel, es así como Sid se entera de que Sasha es su hija y poco después Sasha se muda con él. Más tarde, cuando ve a Stu Henderson golpeando a su hija, Sasha, se da cuenta de que los golpes y moretones anteriores se los hizo él y furioso termina atacando, las cosas no mejoran cuando Sid es arrestado por agredir a Stu.
Sid es arrestado, pero luego es liberado bajo fianza, cuando Stu es encontrado muerto, Sid se vuelve uno de los sospechosos; sin embargo, luego es liberado. Cuando el padre de Stu, Alan Henderson se desmaya, Sid lo trata y descubre que ha estado siendo envenenado, Alan en agradecimiento retira los cargos en su contra y luego se revela que Margaret, la esposa de Alan, es quien lo ha estado envenenando.
El capítulo del 18 de julio del 2013 Sid decidió mudarse a Broken Hill luego de ser invitado a trabajar como médico, unos meses después Sid regresa en noviembre del mismo año para asistir a la boda de Dexter y April y es en octubre cuando regresa a Broken Hill.